# Keldyshita
La keldyshita és un mineral de la classe dels silicats. Rep el seu nom en honor de Mstislav Vsevolodovich Keldysh (1911-1978), matemàtic rus i pare del primer programa espacial. Keldysh va proposar i desenvolupar el primer satèl·lit orbital, l'Sputnik.

## Característiques
La keldyshita és un silicat de fórmula química Na₂ZrSi₂O₇. Cristal·litza en el sistema triclínic. La seva duresa a l'escala de Mohs es troba entre 3,5 i 4,5.
Segons la classificació de Nickel-Strunz, la keldyshita pertany a «09.BC: Estructures de sorosilicats (dímers), grups Si₂O₇, sense anions no tetraèdrics; cations en coordinació octaèdrica [6] i major coordinació» juntament amb els següents minerals: gittinsita, keiviïta-(Y), keiviïta-(Yb), thortveitita, itrialita-(Y), khibinskita, parakeldyshita, rankinita, barisilita, edgarbaileyita, kristiansenita i percleveïta-(Ce).

## Formació i jaciments
Va ser descoberta al mont Al·luaiv, situat al massís de Lovozero, dins la Península de Kola, a l'óblast de Múrmansk (Rússia). També ha estat descrita en altres indrets propers dins el mateix territori rus, així com a Noruega, Líbia i el Marroc.